# Dalików
Dalików (deutsch Dalikow, 1943–1945 Dallikau) ist ein Dorf und Sitz der gleichnamigen Gemeinde im Powiat Poddębicki der Woiwodschaft Łódź, Polen.

## Gemeinde
Zur Landgemeinde (gmina wiejska) Dalików gehören 19 Ortsteile mit einem Schulzenamt:
Bardzynin
Brudnów
Brudnów Pierwszy
Budzynek
Dalików
Dąbrówka Nadolna
Domaniew
Domaniewek
Gajówka-Wieś
Idzikowice
Krasnołany
Krzemieniew
Kuciny (1943–1945 Kutzingen)
Madaje Stare
Oleśnica
Psary
Sarnów
Wilczyca
Zdrzychów
Złotniki (1943–1945 Güldenstein)
Weitere Ortschaften der Gemeinde sind:
Aleksandrówka
Antoniew
Antoniew-Lubocha
Brudnów Czwarty
Brudnów Drugi
Brudnów Piąty
Brudnów Stary
Brudnów Trzeci
Dąbrówka Folwarczna
Dąbrówka Górna
Dąbrówka Woźnicka
Dobrzań
Emilianów
Eufemia
Fułki
Gajówka-Kolonia
Gajówka-Parcel
Huta Bardzyńska
Janów
Julianów
Karolinów
Kazimierzów
Kołoszyn
Kontrewers
Lubocha
Marcinów
Marysin
Ostrów
Piotrów
Przekora
Rozynów
Sarnów PGR
Sarnówek
Stanisławów
Stefanów
Symonia
Tobolice
Wilków
Witów
Władysławów
Włodzimierzów
Woźniki
Wyrobki